# Hapalorchis lindleyana
Hapalorchis lindleyana är en orkidéart som beskrevs av Leslie Andrew Garay. Hapalorchis lindleyana ingår i släktet Hapalorchis och familjen orkidéer. Inga underarter finns listade i Catalogue of Life.